# Jean Acker
Jean Acker (eredeti neve: Harriet Acker) (Trenton, New Jersey, USA, 1893. október 23. – Los Angeles, Kalifornia, USA, 1978. augusztus 16.) amerikai színésznő.

## Élete
A St. Mary's Seminary nevű iskolában, New Jersey-ben, Springfieldben végezte tanulmányait.
Első filmje az 1913-ban készült The Man Outside volt. 1919-ben Kaliforniába költözött. 1927–1933 között egyáltalán nem filmezett. Az 1950-es évek elejéig szerepelt filmekben.

## Magánélete
Férje Rudolph Valentino volt 1919–1923 között. Alla Nazimova színésznővel folytatott afférja révén került kapcsolatba az ún. "sewing circles" körrel, amely olyan leszbikus színésznőkből állt, akik kénytelenek voltak magánéletük ezen részét a nyilvánosság elől elrejteni. Válása után Chloe Carter táncosnő lett a párja, akivel 1978-as haláláig együtt élt Beverly Hills-i otthonukban.

## Filmjei
- The Man Outside (1913)
- In a Woman's Power (1913)
- Bob's Baby (1913)
- Ön Mason? (1915)
- A Blue Bandanna (1919)
- Dáma (1919)
- Egy arab éjszaka (1920)
- The Round-Up (1920)
- Brewster's Millions (1921)
- A csók (1921)
- Gazdagság (1921)
- Az én pénzem (1922)
- A Woman in Chains (1923)
- Braveheart (1925)
- The Nest (1927)
- No Marriage Ties (1933)
- Ez van a levegőben (1935)
- Egy esős délután (1936)
- San Francisco (1936)
- His Brother's Wife (1936)
- Good Girls Go to Paris (1939)
- Ne feledd az éjszakát! (1940)
- Kedvenc feleségem (1940)
- A Thin Man Goes Home (1944)
- Hétvége Waldorfban (1945)
- Elbűvölve (1945)
- Maskara Mexikóban (1945)
- A veszélyes Pauline (1947)
- Dream Girl (1948)
- Az élet szép (1946)
- Hát nem romantikus? (1948)
- Nászidőszak (1951)
- Something to Live For (1952)
- Ideális fiatalember (1952)